# Caserma Enrico Cialdini

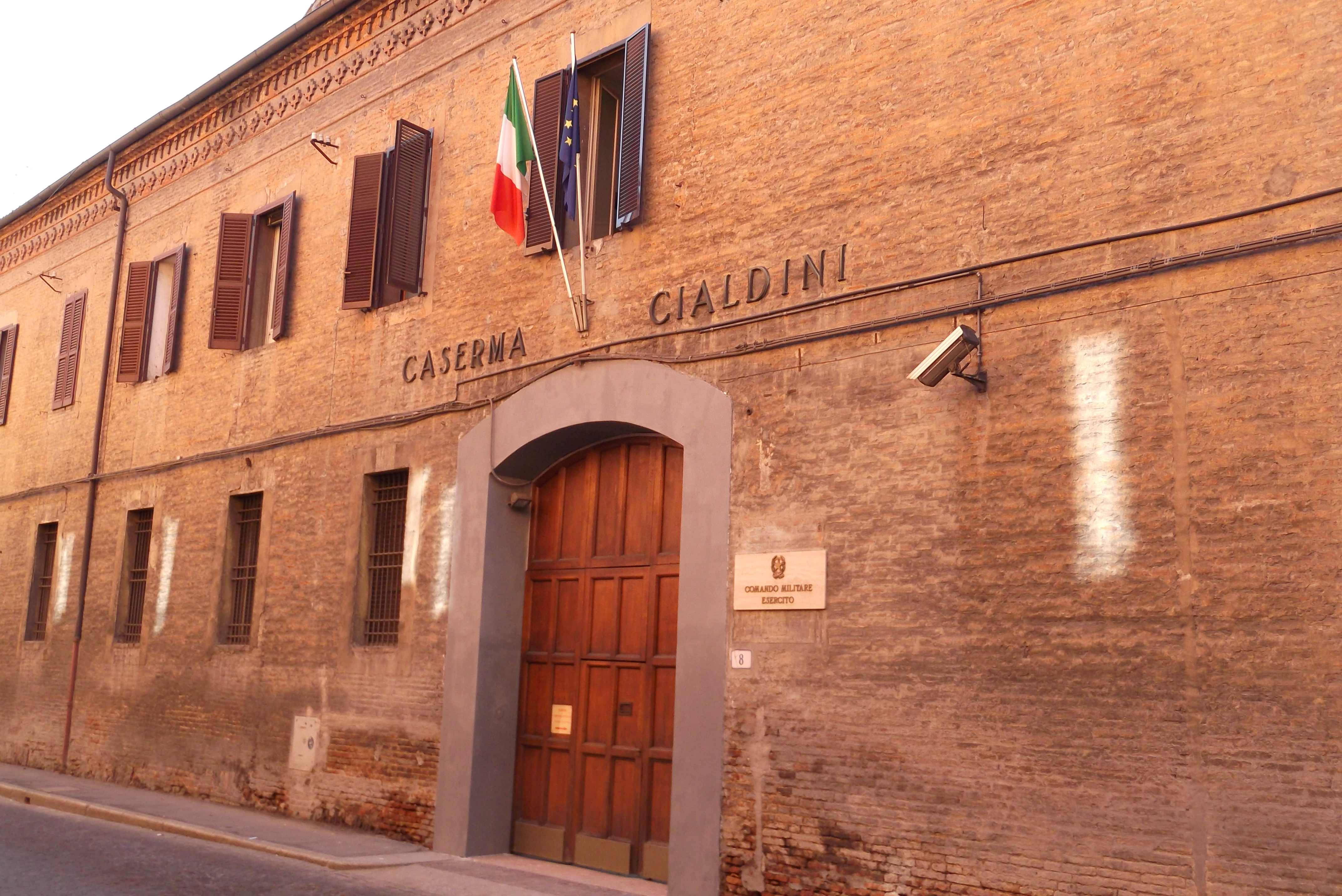
La Caserma Enrico Cialdini

La Caserma Enrico Cialdini è una caserma dell'Esercito Italiano, situata nel centro storico di Bologna. L'edificio è di origine religiosa, quindi trasformato in caserma durante il periodo napoleonico ed ancora in uso.

## Storia
Nel 1582 venne circondata da un muro la zona cosiddetta dei Prati di Sant'Antonio, prospiciente al Monastero del Corpus Domini. È da quest'area che nel 1636 venne ricavato un edificio militare, che ha origine come edificio difensivo a protezione della città di Bologna, sul lato appenninico dei confini della città, uno dei più difficili da controllare e difendere. .
Agli inizi dell'800, durante il Regno d'Italia napoleonico l'edificio subì una trasformazione, per essere ingrandito ed ulteriormente difeso. Dopo la caduta di Napoleone divenne una caserma pontificia. Nei pressi dell'ingresso della Caserma, attuale via Castelfidardo, vennero eseguite durante i moti di liberazione diverse condanne a morte, che sono ancora ricordate con una serie di targhe. In particolare vennero qui fucilati tredici promotori dei cosiddetti moti di Savigno.
In seguito all'Unità d'Italia la Caserma divenne sede dell'esercito del Regno d'Italia, in particolare ospitò il 36º Reggimento di fanteria. La caserma venne dedicata al Generale Enrico Cialdini.
Durante l'occupazione tedesca della città di Bologna, in seguito all'Armistizio dell'otto Settembre vennero imprigionati dentro la caserma circa diecimila soldati dell'esercito regio, in attesa di essere deportati in Germania. Gli abitanti delle zone limitrofe, grazie ad un sistema di tunnel scavati nelle cantine e nelle fogne riuscirono a coprire la fuga di alcune centinaia di questi soldati, che si salvarono dalla deportazione.
Attualmente la caserma è in parziale disuso ed è stata divisa in due corpi, separati da via Castelfidardo, quello storico, adiacente al Monastero di Santa Caterina de' Vigri e quello più moderno (che pur collegato, ha una sua propria denominazione come Caserma Marco Minghetti). Nel corpo più storico della caserma è presente il comando militare della Regione Emilia Romagna.